# Guy Tunmer
Percival Guy Tunmer (* 1. Dezember 1948 in Ficksburg; † 22. Juni 1999 in Sandton) war ein südafrikanischer Autorennfahrer.

## Karriere
Guy Tunmer fuhr seine ersten Rennen in den späten 1960er-Jahren noch als Amateur. Sein erstes Rennfahrzeug war ein Mini, den er bei kleinen lokalen Veranstaltungen einsetzte. Nach einem Wechsel auf Automobile der Marke Alfa Romeo, Partner bei Langstreckenrennen war meist sein Bruder Derek, folgte 1973 der Sprung in die südafrikanische Monoposto-Serie. Tunmer bestritt auch Rennen in anderen afrikanischen Staaten, so nahm er beispielsweise Mitte der 1970er-Jahre an der Angolanischen Sportwagenserie teil und gewann das 3-Stunden-Rennen von Luanda 1973.
Auf erste Rennen mit einem March 722 folgte das Engagement beim Team Gunston 1975, dessen Lotus 72E Tunmer dann auch beim Formel-1-Lauf in  Südafrika pilotierte. Zwei Runden fehlten im Ziel auf den Sieger Jody Scheckter, das reichte, um als Elfter gewertet zu werden. Tumner gewann mit dem Lotus 1975 die False Bay 100 in Killarney und steuerte einen March-Sportwagen beim 1000-km-Rennen von Monza im gleichen Jahr.
1976 fuhr Tunmer noch einen Chevron B34 in der Südafrikanischen Formel-Atlantic-Meisterschaft, dann trat er vom Rennsport zurück. Tunmer starb am 22. Juni 1999 im Alter von erst 50 Jahren an den Folgen eines Motorradunfalls.

## Statistik

### Einzelergebnisse in der Sportwagen-Weltmeisterschaft
| Saison | Team           | Rennwagen   | 1   | 2   | 3   | 4   | 5   | 6   | 7   | 8   | 9   | 10  |
| ------ | -------------- | ----------- | --- | --- | --- | --- | --- | --- | --- | --- | --- | --- |
| 1974   | Team Lexington | Chevron B26 | MON | SPA | NÜR | IMO | LEM | ZEL | WAT | LEC | BRH | KYA |
| 1974   | Team Lexington | Chevron B26 |     |     |     |     |     |     | 4   |     |     |     |